# Jim Laurier
Jim Laurier (* 1954 in New Hampshire) ist ein amerikanischer Kunstmaler und Illustrator.

## Leben und Werk
Er verbrachte seine Kindheit in New Hampshire und lebt  in Massachusetts (2012). Zwei Jahre nach dem Besuch und der Graduierung von der Highschool in Keene schrieb er sich in der Paier-Kunstakademie in Hamden ein. Hier studierte er von 1974 bis 1978 Illustration, Werbung und Fotografie.
Laurier arbeitete hauptsächlich für  Printmedien und schuf  Kunstwerke über verschiedene Themen, wobei er die Ölmalerei auf Leinwand mit realistischen Themen favorisiert. Oft kombiniert er seine Liebe zur Geschichte mit seinen Erfahrungen über die Luftfahrt und schafft in diesem Bereich realistisch akkurate Zeichnungen. Die Präzision seiner Werke und die Beachtung der Einzelheiten gelten als sein Markenzeichen. In einer Biografie heißt es über ihn unter anderem: "Jährlich werden seine Malereien für verschiedene Kunstausstellungen in Museen und Kunstgalerien in den ganzen USA ausgewählt. [... Er] hat auf vielen dieser Ausstellungen Preise gewonnen. Seine Luftfahrtmalereien sind auf Buchcover, auf Buchhüllen zu finden und in allen bedeutenden Luftfahrtzeitschriften erschienen." (Each year his paintings are selected for various art shows in museums and art galleries around the U.S. [... He] has won awards at many of these shows. His aviation paintings have been published in several hard cover books, on several book jacket covers, and have appeared in all of the major aviation magazines)